# فلم جيران
الجيران هو فيلم درامي سوري-سويسري من إخراج وتأليف مانو خليل، صدر عام 2021. تدور أحداث الفيلم في قرية كردية صغيرة على الحدود السورية-التركية خلال ثمانينيات القرن الماضي، مسلطًا الضوء على تأثير الديكتاتورية والقمع على حياة السكان المحليين.

## القصة
يروي الفيلم قصة الطفل الكردي شيرو، الذي يبدأ سنواته الدراسية الأولى في ظل نظام تعليمي يفرض أيديولوجية حزب البعث الحاكم. من خلال عيون شيرو، يستعرض الفيلم التغيرات التي تطرأ على قريته، بما في ذلك محاولات المعلم القادم من دمشق لفرض سياسات التعريب والتفرقة بين السكان. كما يبرز الفيلم العلاقة الإنسانية بين شيرو وجيرانه اليهود، مسلطًا الضوء على التعايش السلمي الذي كان سائدًا قبل تدخلات النظام.
وحصل جيران على إشادات نقدية عربية وعالمية، ومن أبرز ما كُتب عن الفيلم، «كل مشهد في فيلم مانو خليل يسرد حكاية تتكامل أجزاؤها لصنع هذا الشريط السينمائي المفعم بالشاعرية والأسى»، وعبر بوابة الشروق المصرية كُتب "جيران يصور بمزيج من السخرية والفكاهة عبثية الحرب بعيون طفل. 

## طاقم العمل
- جهاد عبدو: في دور نحوم
- شيرزاد عبد الله: في دور شيرو
- عبد السلام سليمان عابد: في دور والد شيرو
- مازن الناطور: في دور جاسم
- جلال الطويل: في دور وحيد حنوف
- نسيمة الداهر: في دور شمسة

## الإنتاج والعرض
تم إنتاج الفيلم بالتعاون بين سويسرا، العراق، وسوريا، وبلغت مدته 124 دقيقة. عُرض لأول مرة في 14 يناير 2021 في الولايات المتحدة، وتلقى إشادة نقدية لإبرازه قضايا الهوية والقمع بأسلوب درامي ساخر.

## الجوائز
حصل "الجيران" على جائزة السينما الوطنية السويسرية، بالإضافة إلى جائزة لجنة التحكيم من دائرة نقاد السينما. وحصد الفيلم أكثر من 50 جائزة دولية من مهرجانات عدة منها:
- 2021 جائزة "القيم الإنسانية" لأفضل فيلم من البرلمان اليوناني – مهرجان أولمبيا السينمائي الدولي 2021 – اليونان لفيلم جيران
- 2021 جائزة "القيم الأوروبية" لأفضل فيلم من البرلمان الأوروبي – مهرجان أولمبيا السينمائي الدولي 2021 – اليونان لفيلم جيران
- 2021 جائزة Angel لأفضل فيلم وجائزة النقاد – مهرجان تيرني السينمائي 2021 – إيطاليا لفيلم جيران
- 2021 جائزة الجمهور – مهرجان بوسطن اليهودي السينمائي – الولايات المتحدة الأمريكية لفيلم جيران
- 2021 جائزة الجمهور لأفضل فيلم روائي في مهرجان سبوكين الثقافي للأفلام اليهودية – واشنطن 2022 – الولايات المتحدة الأمريكية لفيلم جيران
- 2022“الجائزة الكبرى” لأفضل فيلم مستقبلي – مهرجان مونز السينمائي الدولي لفيلم جيران
- 2022 جائزة الجمهور – مهرجان مونز السينمائي الدولي لفيلم جيران 2022
- 2022 أفضل فيلم – مهرجان مي وورد ميلانو السينمائي الدولي لفيلم جيران 2022
- 2022 جائزة الجمهور – مهرجان مي وورد ميلانو السينمائي الدولي لفيلم جيران 2022
- 2022 جائزة ليو – مهرجان فنون الأفلام مكلنبورغ-فوربومرن لفيلم "جيران" 2022
- 2022 جائزة لجنة المعلمين – مهرجان مي وورد ميلانو السينمائي الدولي لفيلم جيران 2022
- 2022 أفضل فيلم – مهرجان هوليوود العربي السينمائي لفيلم جيران
- 2022 أفضل ممثل – مهرجان هوليوود العربي السينمائي لفيلم جيران
- 2022 جائزة أفضل فيلم – المهرجان الدولي الثاني للأفلام للأطفال والشباب “هيرو” – كراسنويارسك، روسيا لفيلم جيران
- 2022 جائزة Südwind 2022 من لجنة الشباب – مهرجان إنسبروك السينمائي – النمسا لفيلم جيران
- 2022 أفضل فيلم – مهرجان أمكورتي السينمائي الدولي – إيطاليا لفيلم جيران 2022
- 2022 أفضل سيناريو – مهرجان أمكورتي السينمائي الدولي – إيطاليا لفيلم جيران 2022
- 2022 جائزة أفضل ممثل "سرحد خليل" لدور "سيرو" – مهرجان أمكورتي السينمائي الدولي – إيطاليا لفيلم جيران 2022
- 2022 جائزة أفضل مخرج – مهرجان روتردام العربي الدولي – هولندا لفيلم جيران 2022
- 2022 أفضل مخرج – مهرجان سيول السينمائي الدولي للأطفال – كوريا الجنوبية لفيلم جيران 2022
- 2022 أفضل فيلم – مهرجان تورونتو TJFF – جائزة الجمهور – كندا لفيلم جيران 2022
- 2022 أفضل فيلم – مهرجان موسكو الكردي الدولي السينمائي – روسيا لفيلم جيران 2022
- 2022 أفضل فيلم – مهرجان إماجو السينمائي الدولي – إيطاليا لفيلم جيران 2022
- 2022 أفضل سيناريو – مهرجان إماجو السينمائي الدولي – إيطاليا لفيلم جيران 2022
- 2022 جائزة الجمهور لأفضل فيلم – مهرجان نيو هايمات السينمائي الدولي – النمسا لفيلم جيران 2022
- 2022 جائزة لجنة التحكيم الخاصة لأفضل فيلم روائي – مهرجان نيوني هايمات السينمائي الدولي – النمسا لفيلم جيران 2022
- 2022 جائزة SIGNIS – جائزة لجنة التحكيم الخاصة – مهرجان السينما السياسية الدولي الحادي عشر – بوينس آيرس، الأرجنتين لفيلم جيران 2022
- 2022 تنويه خاص من لجنة التحكيم الدولية – مهرجان السينما السياسية الدولي الحادي عشر – بوينس آيرس، الأرجنتين لفيلم جيران 2022
- 2022 جائزة ليو لأفضل فيلم – مهرجان الفنون السينمائية شفيرين – ألمانيا لفيلم جيران 2022
- 2022 أفضل فيلم – مهرجان إيماغن إنديا السينمائي الدولي 2022 – مدريد، إسبانيا لفيلم جيران
- 2022 أفضل سيناريو – مهرجان إيماغن إنديا السينمائي الدولي 2022 – مدريد، إسبانيا لفيلم جيران
- 2022 أفضل مونتاج – مهرجان إيماغن إنديا السينمائي الدولي 2022 – مدريد، إسبانيا لفيلم جيران
- 2022 أفضل موسيقى – مهرجان إيماغن إنديا السينمائي الدولي 2022 – مدريد، إسبانيا لفيلم جيران
- 2022 أفضل ممثل طفل – مهرجان إيماغن إنديا السينمائي الدولي 2022 – مدريد، إسبانيا لفيلم جيران
- 2022 جائزة لجنة الشباب لأفضل فيلم – مهرجان فاماك السينمائي العربي الدولي – ميتز، فرنسا لفيلم جيران 2022
- 2022 جائزة لجنة التحكيم لأفضل فيلم – مهرجان META السينمائي – دبي، الإمارات العربية المتحدة لفيلم جيران 2022
- 2022 جائزة لجنة الشباب لأفضل فيلم – مهرجان هونغ كونغ آسيا السينمائي لفيلم جيران 2022
- 2023 أفضل فيلم – أيام الفيلم العربي في أوسلو لفيلم جيران 2023
- 2023 أفضل فيلم – مهرجان سانتياغو دي تشيلي لارجوس الدولي – تشيلي لفيلم جيران 2023
- 2023 جائزة لجنة التحكيم الخاصة – مهرجان السينما الدولي لحقوق الإنسان – برشلونة، إسبانيا لفيلم جيران 2023
- 2023 جائزة نقاد السينما النرويجية – أفضل فيلم – مهرجان هاوغسوند السينمائي الدولي – النرويج لفيلم جيران 2023
- 2023 أفضل فيلم – مهرجان الأمازيغ السينمائي – أكادير، المغرب لفيلم جيران

## وصلات خارجية
- لا بيانات لهذه المقالة على ويكي بيانات تخص الفن